# Here Comes Everybody

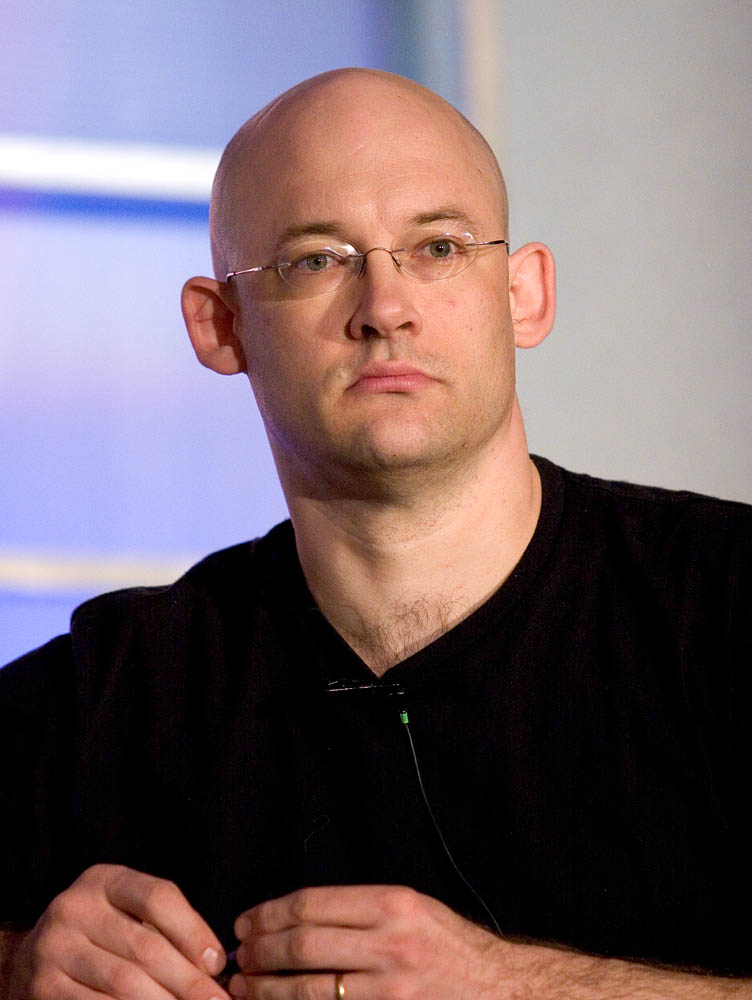
Clay Shirky, Conferencia de Tecnología Emergente de O'Reilly 2005

Here Comes Everybody: El Poder de Organizar Sin las organizaciones, es un libro escrito por Clay Shirky publicado por Penguin Press en el año 2008 sobre el efecto del Internet en las dinámicas de grupo y organizaciones modernas. El autor considera ejemplos como Wikipedia y Myspace en su análisis. De acuerdo con Shirky, el libro habla acerca de "qué pasa cuándo las herramientas son dadas a las personas para hacer las cosas juntas, sin necesidad de estructuras organizativas tradicionales".
El título del trabajo alude a Humphrey Chimpden Earwicker (HCE), una figura central y recurrente de James Joyce en  Finnegans Despierta.

## Sinopsis
En el libro, Shirky recuenta cómo las herramientas sociales, tal como blogging software: Wordpress y Twitter, plataformas para compartir archivos como Flickr, y plataformas de colaboración en línea como Wikipedia, apoyan la conversación y acción de grupo de manera que anteriormente sólo se podría haber logrado a través de instituciones. Shirky argumenta que con la llegada de las herramientas sociales en línea, pueden formarse grupos sin previas restricciones de tiempo y costo, de la misma manera que la imprenta aumentó la expresión individual, y el teléfono incrementó la comunicación entre individuos. Shirky señala que:  
"[Cada] institución vive en una clase de contradicción:  existen para aprovechar el esfuerzo de grupo, pero algunos de sus recursos están agotados para dirigir dicho esfuerzo. A esto se le llama dilema institucional--porque una institución gasta recursos para dirigir recursos,  hay un vacío entre aquellas instituciones que son capaces en teoría y en práctica, y entre más grande la institución, mayores los costos."
Shirky argumenta que las herramientas sociales en línea, permiten a los grupos formar actividades 'cuyos costos son más altos que el valor potencial,' para las instituciones. El autor infiere que la exitosa creación de grupos en línea se basa en las fusión exitosa de una, 'promesa pausible, una herramienta eficaz, y un negocio aceptable para el usuario.' Aun así, Shirky advierte que este sistema no tendría que ser interpretado como una receta para el uso exitoso de las herramientas sociales como la interacción entre las componentes, es algo demasiado complejo.
Shirky también discute la posibilidad de amateurización de masas que permite el internet.  Con el blogging y los sitios web para compartir fotos, cualquiera puede publicar un artículo o foto de creación propia. Esto crea una amateurización de masa de periodismo y fotografía, requiriendo una definición nueva de qué credenciales hacen a alguien un periodista, fotógrafo, o reportero.  Esta amateurización de masas amenaza con cambiar la manera en que las noticias están siendo difundidas a través de los diferentes medios de comunicación.
No obstante, después su publicación, en una entrevista con Journalism.co.uk, Clay Shirky revisó algunos de sus trabajos, diciendo que  "la legitimación democrática es suficiente para considerar a la opinión pública claramente vinculada al gobierno." Shirky utiliza el ejemplo de la priorización de una campaña para legalizar la marihuana médica en Change.gov, declarando que mientras sea un 'neto positivo,' para la democracia, no sea un positivo absoluto. Concede que la presión pública vía Internet podría ser otro método de implementación para los grupos de interés especial.

## Conceptos claves
Techo de Coase/Suelo de Coase
En el Capítulo Dos, "Compartiendo Anclajes de Comunidad", el autor usa teorías del documento de 1937 The Nature of the Firm por el economista, ganador del premio Nobel Ronald Coase, el cual introduce el concepto de costes de transacción para explicar la naturaleza y límites de empresas. De estas teorías, Shirky deriva dos términos que representan las limitaciones bajo las cuales operan estas instituciones tradicionales: Techo de Coase y Suelo de Coase.
Techo de Coase
Instituciones las cuales crecen demasiado, que pegan al techo y se vuelven tan difíciles de manejar que los costes de transacción del manejo de una forma institucional estándar impide que funcione de manera adecuada y simplemente se viene abajo.
Suelo de Coase
El punto bajo, el cual no es suficiente beneficio de las transacciones para un tipo de actividad en particular para conocer los costos elevados de establecimiento de una institución tradicional.
El autor argumenta que las herramientas sociales reducen drásticamente los costes de transacción y por encima de la organización, permitiendo una libre estructura de grupos con supervisión de la gestión limitada para operar bajo el Suelo de Coase. Como ejemplo,  menciona Flickr, el cual permite a grupos formados orgánicamente en torno a temas de imágenes sin los costes de transacción de supervisión de la gestión.
Promesa, Herramienta, Negocio
En el Capítulo Once, "Promesa, Herramienta, Negocio", Shirky declara que cada historia de éxito del uso de las herramientas sociales para formar grupos contenidos dentro del libro, es un ejemplo de la fusión compleja de 'una promesa pausible, una herramienta eficaz, y un negocio aceptable con los usuarios.'
Promesa: Por qué alguien podría unirse a un grupo.
El primer reto para crear una promesa efectiva, es que la demanda en los tiempos del usuario para una actividad en particular deban ser más grandes que la actividad que los usuarios ya están haciendo. Un segundo reto es que las herramientas sociales sean satisfactorias para el usuario individual. Shirky sugiere tres estrategias para manejar estos retos.
- Hace fácil la unión al grupo
- Crear valor personal
- Subdividir la comunidad

Herramienta: Superando retos para la coordinación del grupo
Una herramienta social es tan buena como el trabajo al cual está destinado, y debe ser una herramienta que el usuario realmente quiera usar. Aquí el autor cambia la atención hacia afuera de los tipos de herramientas a los tipos de grupos (grandes y pequeños) que las herramientas están diseñadas para apoyar. Los grupos pequeños tienden a ser más unidos y conversacionales que los grupos grandes.
Negocio: Qué esperar y qué se está esperado de alguien que se une al grupo
El autor argumenta que el negocio es la característica más compleja de la conformación exitosa de los grupos que utilizan las herramientas sociales, porque es menos explícito que promesa y herramienta, y requiere más aporte por el usuario.
Distribución de Ley del Poder: Un previsible desequilibrio en el uso y tráfico de herramientas de comunicaciones
Shirky dice que "en sistemas donde muchas personas son libres de escoger entre muchas opciones, un subconjunto pequeño de la totalidad conseguirá una cantidad desproporcionada de tráfico (o atención, o ingresos), incluso si ningún miembro del sistema trabaja activamente hacia tal resultado. Esto no tiene nada que ver con la debilidad moral, vendiendo, o cualquiera otra explicación psicológica. El acto de escoger, extendido amplia y libremente , crea una distribución de ley del poder."  Esto explica, entre otras cosas, la dinámica (y finalmente el éxito) de herramientas como wikis, donde hay una cantidad desproporcionada de participación por un porcentaje extremadamente pequeño de los usuarios globales, mientras la gran mayoría contribuye poco o nada.

## Respuesta crítica
The Bookseller declaró el libro como uno del dos "más revisados" sobre la [2008] Semana de Pascua, señalando que el Telegraph's reviewer Dibbell lo encontró "tan nítidamente argumentado y tan esclarecedor sobre el Internet que ha sido escrito" y que el Guardian reviewer Stuart Jeffries lo llamó "asombrosamente inteligente" y "desgarrador".
En una revisión en 2009, Liesl Schillinger, colaborador de Nytimes.com, llamó al libro "elocuente y accesible" y animó a los lectores a comprarlo, el cual recientemente había sido publicado en su presentación de libro rústico.
En el Times Higher Education, Tara Brabazon, profesora de Estudios de Medios de comunicación en la Universidad de Brighton,  critica Here Comes Everybody, por excluir a "ciudadanos mayores, los pobres, y a los analfabetos". Brabazon también argumenta que la "suposición de que 'nosotros' podemos aprender acerca de tecnología de la tecnología - sin atención al usuario- generó contextos más que contenido - es el enorme, impresionante silencio del argumento de Shirky".